# Encentrum incisum
Encentrum incisum är en hjuldjursart som beskrevs av Wulfert 1936. Encentrum incisum ingår i släktet Encentrum och familjen Dicranophoridae. Inga underarter finns listade i Catalogue of Life.